# Honda Elevate
Honda Elevate — це кросовер, який виробляється компанією Honda. Вперше автомобіль був представлений в червні 2023 року в Індії.
За словами Хонди, назва "Елевейт" є бакронімом, що представляє "посилення, звільнення, дослідження, універсальність, прагнення, перетворення та еволюцію" 

## Огляд

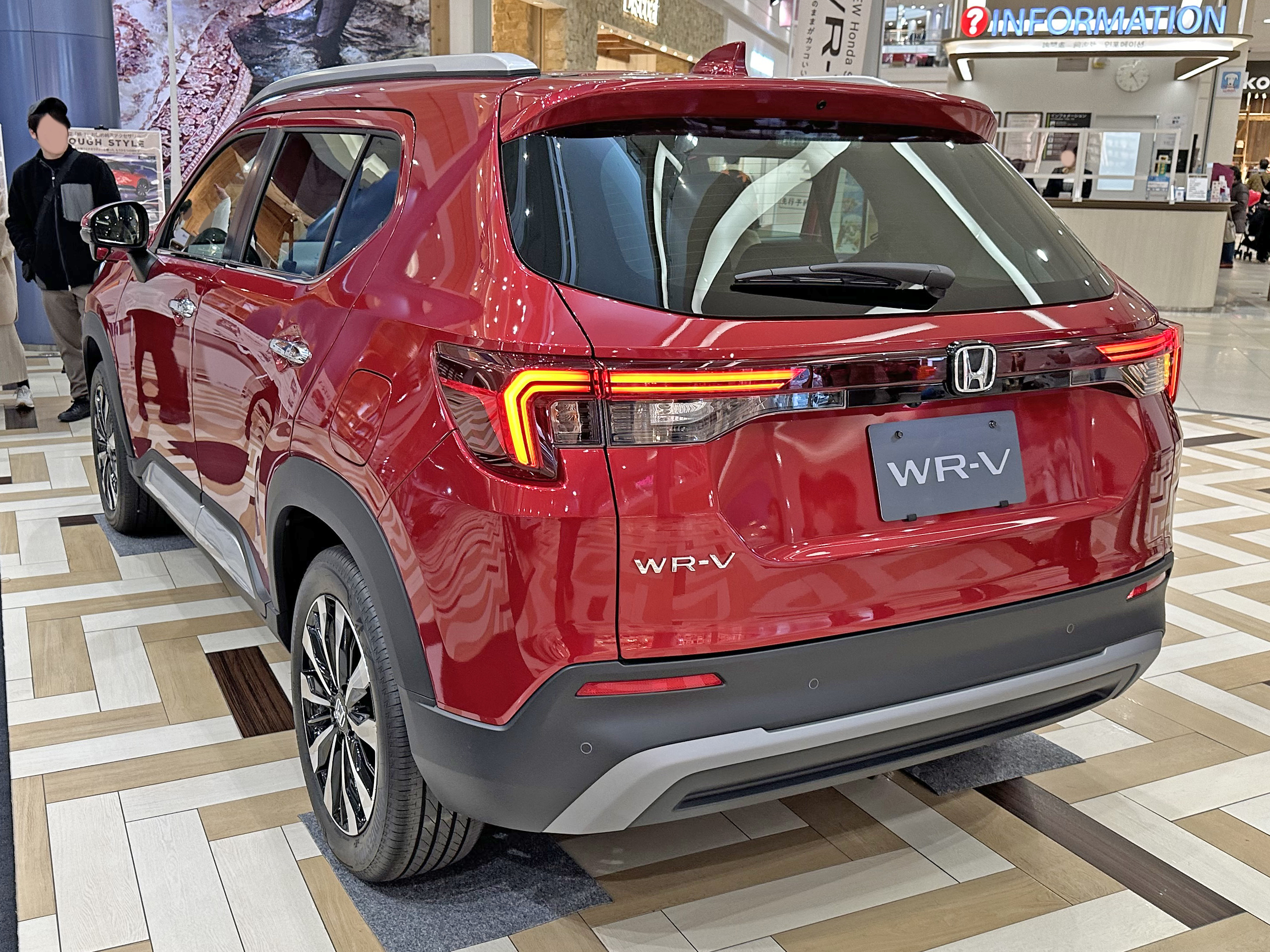

Honda Elevate був представлений в Індії 6 червня 2023 року. Розроблений компанією Honda R&D Asia Pacific в Таїланді під керівництвом головного лідера великого проекту Мунецугу Канеко, Elevate заснований на платформі глобального малого автомобіля, яка також лягає в основу сьомого покоління моделі City. Зовнішні розміри його порівнянні з Honda Fit, глобально-орієнтованим HR-V/Vezel. Це єдиний кросовер Honda, доступний в Індії на момент його представлення, після відмови від WR-V.
Honda Elevate оснащений 1,5-літровим бензиновим двигуном i-VTEC, який також використовується в моделі City. Потужність цього двигуна становить 89 кВт (121 к.с.), а крутний момент - 145 Н⋅м. Компанія Honda заявила, що Елевейт буде доступний у вигляді електричного автомобіля на батареях "протягом наступних трьох років"